# 何塞·曼努埃尔·雷伊
何塞·曼努埃尔·雷伊·科特戈索（1975年5月20日—）是一名已退役的委内瑞拉足球运动员，在球场上司职中后卫。
雷伊的绰号叫做“Pokemon”和“Tetero”（意为“瓶子”）。还是一名任意球专家。他的职业生涯长达20年之久，主要效力于加拉加斯足球俱乐部。
雷伊代表委内瑞拉国家足球队共出场115次，出场次数仅次于胡安·阿朗戈，排名次席。雷伊还代表委内瑞拉参加了6次美洲盃足球賽。

## 俱乐部生涯
雷伊出道于马里蒂莫俱乐部青年队，职业生涯主要在加拉加斯足球俱乐部度过。雷伊还曾辗转于数家欧洲和南美俱乐部之间，包括埃梅莱克（2次）、蓬特韦德拉、民族竞技和AEK拉纳卡。1995年雷伊远赴西班牙加盟拉科鲁尼亚，但一个赛季里他只代表二队出场比赛。2000年雷伊曾和苏格兰邓迪联足球俱乐部签订了一份预约合同，但最终还是无缘正式签约。
2009年，由于队中球员路易斯·梅纳受伤，雷伊被租借至智利的科洛科洛竞技俱乐部。雷伊在经历了一段不寻常的开局之后逐渐在球队的主力阵容里站稳脚跟，帮助球队获得2009赛季智利甲組足球聯賽秋季联赛冠军。合约曾规定若科洛科洛打进当赛季南美解放者杯则租约可以延长，但由于科洛科洛主教练乌戈·托卡利决定将外援名额定为其他外籍球员，因而雷伊返回了加拉加斯。
2011年1月，35岁的雷伊转会至瓜亚那矿工，同年6月又转会至拉腊竞技。2015年，40岁的雷伊宣布退役。

## 国家队生涯
1997年6月8日，雷伊在1998年世界杯预选赛对玻利维亚的比赛中首次出场，最终双方1-1战平。1999年1月27日，雷伊在对阵丹麦时打进自己的国家队处子球（若仅计算国际A级赛事，那么雷伊的处子球在同年6月15日对阵厄瓜多尔的比赛中打进）。
2007年10月13日，雷伊在世界杯预选赛对阵厄瓜多尔的比赛中打进一粒精彩的任意球，帮助球队最终1-0战胜对手。这也是厄瓜多尔时隔6年首次在基多主场失利。2008年9月6日，雷伊在对阵秘鲁的世界杯预选赛比赛中第100次出场，成为首名代表委内瑞拉国家队出场数达到100场的球员，该场比赛最终以委内瑞拉0-1告负收场。
雷伊代表委内瑞拉参加了从1997年起到2011年止连续6届的美洲盃足球賽。2011年10月7日，雷伊在对阵厄瓜多尔的世界杯预选赛中第115次，也是最后一次出场。

## 数据统计

### 国际赛事出场
| 委内瑞拉 | 委内瑞拉 | 委内瑞拉 |
| 年份     | 出场     | 进球     |
| -------- | -------- | -------- |
| 1997     | 8        | 0        |
| 1999     | 11       | 3        |
| 2000     | 8        | 0        |
| 2001     | 9        | 0        |
| 2002     | 5        | 1        |
| 2003     | 10       | 2        |
| 2004     | 13       | 0        |
| 2005     | 7        | 0        |
| 2006     | 4        | 1        |
| 2007     | 16       | 1        |
| 2008     | 12       | 0        |
| 2009     | 6        | 3        |
| 2010     | 1        | 0        |
| 2011     | 5        | 0        |
| 总计     | 115      | 11       |

### 国际赛事进球
| #   | 日期           | 地點                     | 對手     | 入球 | 比數 | 比賽               |
| --- | -------------- | ------------------------ | -------- | ---- | ---- | ------------------ |
| 1.  | 1999年1月27日  | 委内瑞拉，马拉开波       | 丹麦     | 1–0  | 1–1  | 友谊赛             |
| 2.  | 1999年6月15日  | 委内瑞拉，圣克里斯托瓦尔 |          | 2–2  | 3–2  | 友谊赛             |
| 3.  | 1999年6月20日  | 委内瑞拉，巴伦西亚       | 秘魯     | 1–0  | 3–0  | 友谊赛             |
| 4.  | 2002年10月20日 | 委内瑞拉，加拉加斯       |          | 1–0  | 2–0  | 友谊赛             |
| 5.  | 2003年11月18日 | 委内瑞拉，马拉开波       | 玻利维亚 | 1–1  | 2–1  | 2006年世界杯预选赛 |
| 6.  | 2003年11月18日 | 委内瑞拉，马拉开波       | 玻利维亚 | 2–1  | 2–1  | 2006年世界杯预选赛 |
| 7.  | 2006年11月15日 | 委内瑞拉，加拉加斯       |          | 2–0  | 2–1  | 友谊赛             |
| 8.  | 2007年10月13日 | 厄瓜多尔，基多           |          | 0–1  | 0–1  | 2010年世界杯预选赛 |
| 9.  | 2009年6月10日  | 委内瑞拉，奥尔达斯港     | 乌拉圭   | 0–1  | 2–2  | 2010年世界杯预选赛 |
| 10. | 2009年8月12日  | 美国，纽约               | 哥伦比亚 | 0–1  | 1–2  | 友谊赛             |
| 11. | 2009年9月5日   | 智利，圣地亚哥           | 智利     | 1–2  | 2–2  | 2010年世界杯预选赛 |

## 荣誉

### 俱乐部荣誉
加拉加斯
- 委內瑞拉足球甲級聯賽冠军：1996-97，2003-04，2006-07，2008-09，2009-10

科洛科洛
- 智利甲組足球聯賽冠军：2009年秋季

拉腊竞技
- 委內瑞拉足球甲級聯賽冠军：2011-12

### 个人荣誉
- 加拉加斯年度足球先生：2008-09

## 注解
1. ↑  其中1999年1月27日对丹麦联赛队、2000年3月22日对墨西哥20岁以下国家队、2002年1月13日对喀麦隆21岁以下国家队和2002年3月3日对摩洛哥国奥队的4场比赛未被FIFA认定为国际A级赛事。
2. ↑  该场比赛未获FIFA认定。